# Чжан Чуньфан
Чжан Чуньфан (кит. трад. 張春芳, упр. 张春芳, пиньинь Zhāng Chūnfāng; род. 29 марта 1969, Пекин) — китайская софтболистка. Серебряный призёр летних Олимпийских игр 1996 года, участница летних Олимпийских игр 2000 года, трёхкратная чемпионка летних Азиатских игр 1990, 1994 и 1998 годов, серебряный призёр летних Азиатских игр 2002 года.

## Биография
Чжан Чуньфан родилась 29 марта 1969 года в китайском городе Пекин.
Играла в софтбол за Пекин.
В составе женской сборной Китая трижды выигрывала золотые медали софтбольных турниров летних Азиатских игр: в 1990 году в Пекине, в 1994 году в Хиросиме, в 1998 году в Бангкоке. В 2002 году в Пусане завоевала серебро.
В 1996 году вошла в состав женской сборной Китая по софтболу на летних Олимпийских играх в Атланте и завоевала серебряную медаль. Провела 10 матчей.
В 2000 году вошла в состав женской сборной Китая по софтболу на летних Олимпийских играх в Сиднее, занявшей 4-е место. Провела 8 матчей.